# 全米大学体育協会
全米大学体育協会（ぜんべいだいがくたいいくきょうかい、略称：NCAA, National Collegiate Athletic Association の略；アメリカでは“エヌ・シー・ダブル・エー”とも呼ばれる）とは、アメリカ大学スポーツ協会のこと。協会が主催するスポーツのリーグ戦などのことを指すこともある。また、同団体がライセンスしたブランド名として使われる（詳細は後述の「グッズ」を参照。）。
協会自体は主に、大学のスポーツクラブ間の連絡調整、管理など、さまざまな運営支援などを行う。
本部はインディアナ州インディアナポリスに設置されており、協会が運営する競技会の種目は、アメリカンフットボール、バスケットボール、野球、アイスホッケー、テニス、ゴルフ、陸上競技、アマチュアレスリングなど。大学運動協会としては世界最大規模。アメフト、バスケットボール、アイスホッケーなどのリーグ戦がテレビ中継されるなど人気が高い。

## 歴史

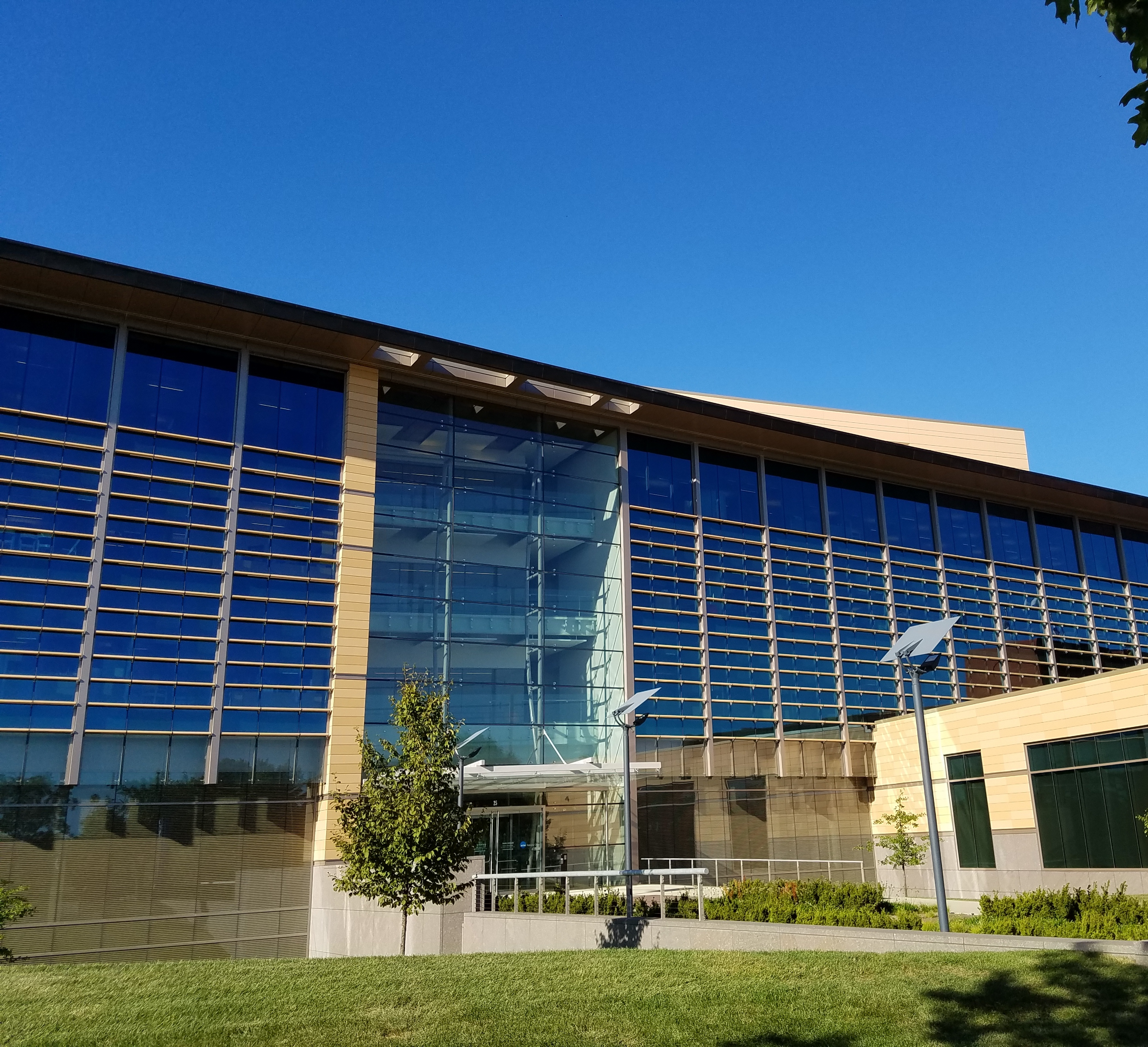
インディアナ州インディアナポリス市内に置かれている現在の NCAA 本部事務所。

20世紀初頭、大学間で行われたアメリカンフットボールの競技では、試合中の衝突などによる負傷や死亡事故が起きることがあった。1905年に時の大統領セオドア・ルーズベルトは大学スポーツ関係者を招き、大学スポーツの改革を促した。翌1906年にはIAAUS（Intercollegiate Athletic Association of the United States、合衆国大学間運動協会）が発足、1910年には現在に続くNCAA（全米大学体育協会）という名前に改称した。以降しばらくNCAAは競技規則の管理などを主な業務としていたが、1921年に初めて陸上競技の大会を主催。
その後次第に大会が開催される種目数が増えていった。NCAAのスタッフはボランティアとして組織の運営を行っていたが、戦後になると専業のスタッフが必要なほど競技の種類や大会が多様化していた。1951年にウォルター・バイアーズが常勤の組織代表に就任、翌1952年にはミズーリ州カンザスシティに本部が設置された。この時以降、NCAA主催の試合に関しテレビ放映権の管理が行われるようになった。
1973年にはディビジョンI、ディビジョンII、ディビジョンIIIの三つの区分を設置。NCAAにおいては、スポーツ選手奨学金が許されるのはディビジョンIとIIのカンファレンスに属する大学のみである。1978年になるとアメリカンフットボールにおけるディビジョンIはさらにI-A、I-AAへと細分化され、アメリカンフットボールをカバーしないカンファレンスはI-AAAとして区別される。
1982年までには女子リーグの運営が始まった。
1999年にはセドリック・デンプシー代表のもと組織本部がインディアナ州インディアナポリスに移転した。またデンプシーは大会の放映権に関しCBS局と11年間60億ドル以上の契約を結んだ。
2017年USAトゥデーは、NCAA加盟校で1988年から2017年までに、338の運動部が廃部になったと伝えた。2016年度アメフット全米制覇したクレムソン大では2012年に男女の水泳部が廃部になった。集客が見込めるアメフットに資金を集中するためで、採算の合わない部はカットされる。

## 競技と大会
現在、NCAAは23の競技で90の大会を運営している。全ての競技を合わせると、1,200以上の大学から4万人以上の選手が大会に参加している。NCAAの競技に関わる選手の数は36万人にのぼる。
NCAAは以下の競技の大会を運営している。
| - 野球 - 男子 - ディビジョンI, MCWS (1947-) - ディビジョンII (1968-) - ディビジョンIII (1976-) - バスケットボール - 男子 - ディビジョンI (1939-) - ディビジョンII (1957-) - ディビジョンIII (1975-) - 女子 - ディビジョンI (1982-) - ディビジョンII (1982-) - ディビジョンIII (1982-) - ボウリング - 女子 - 選手権 (2004-) - ボクシング - 男子 - 選手権 (1948-1960) - クロスカントリー - 男子 - ディビジョンI (1938-) - ディビジョンII (1958-) - ディビジョンIII (1973-) - 女子 - ディビジョンI (1981-) - ディビジョンII (1981-) - ディビジョンIII (1981-) - フェンシング - 選手権 (1941-) - フィールドホッケー - 女子 - ディビジョンI (1981-) - ディビジョンII (1981-) - ディビジョンIII (1981-) - アメリカンフットボール - 男子 - ディビジョンI (FCS) (旧称ディビジョンI-AA) (1978-) - ディビジョンII (1973-) - ディビジョンIII (1973-) - ゴルフ - 男子 - ディビジョンI (1939-) - ディビジョンII (1963-) - ディビジョンIII (1975-) - 女子 - ディビジョンI (1982-) - ディビジョンII (1996-1999 (ディビジョンIIとディビジョンIIIを合併), 2000-) - ディビジョンIII (1996-1999 (ディビジョンIIとディビジョンIIIを合併), 2000-) | - 体操 - 男子 - 選手権 (1938-) - ディビジョンII (1968-1984) - 女子 - 選手権 (1982-) - ディビジョンII (1982-1986) - アイスホッケー - 男子 - ディビジョンI (1948-) - ディビジョンII (1978-1984, 1993-1999) - ディビジョンIII (1984-) - 女子 - ディビジョンI (2001-) - ディビジョンIII (2002-) - ラクロス - 男子 - ディビジョンI (1971-) - ディビジョンII (1974-1979 (ディビジョンIIとディビジョンIIIを合併), 1980-1981, 1993-) - ディビジョンIII (1974-1979 (ディビジョンIIとディビジョンIIIを合併), 1980-) - 女子 - ディビジョンI (1982-) - ディビジョンII (2001-) - ディビジョンIII (1985-) - 射撃 - - 選手権 (1980-) - ボート競技 - 女子 - ディビジョンI (1997-) - ディビジョンII (2002-) - ディビジョンIII (2002-) - スキー - 選手権 (1954-) - サッカー - 男子 - ディビジョンI (1959-) - ディビジョンII (1972-) - ディビジョンIII (1974-) - 女子 - ディビジョンI (1982-) - ディビジョンII (1988-) - ディビジョンIII (1986-) - ソフトボール - 女子 - ディビジョンI, WCWS (1982-) - ディビジョンII (1982-) - ディビジョンIII (1982-) - 水泳および飛込競技 - 男子 - ディビジョンI (1924-) - ディビジョンII (1964-) - ディビジョンIII (1975-) - 女子 - ディビジョンI (1982-) - ディビジョンII (1982-) - ディビジョンIII (1982-) | - テニス - 男子 - ディビジョンI (1946-) - ディビジョンII (1963-) - ディビジョンIII (1976-) - 女子 - ディビジョンI (1982-) - ディビジョンII (1982-) - ディビジョンIII (1982-) - 陸上競技 - 屋内 - 男子 - ディビジョンI (1965-) - ディビジョンII (1985-) - ディビジョンIII (1985-) - 女子 - ディビジョンI (1983-) - ディビジョンII (1985, 1987-) - ディビジョンIII (1985, 1987-) - 屋外 - 男子 - ディビジョンI (1921-) - ディビジョンII (1963-) - ディビジョンIII (1974-) - 女子 - ディビジョンI (1982-) - ディビジョンII (1982-) - ディビジョンIII (1982-) - バレーボール - 男子 - ディビジョンI & ディビジョンII (1970-) - ディビジョンIII (2012-) - 女子 - ディビジョンI (1981-) - ディビジョンII (1981-) - ディビジョンIII (1981-) - ビーチ - 女子 - 選手権 (2016-) - 水球 - 男子 - 選手権 (1969-) - 女子 - 選手権 (2001-) - レスリング - 男子 - ディビジョンI (1928-) - ディビジョンII (1963-) - ディビジョンIII (1974-) |

## グッズ
NCAAの認定の下、NCAAの名称でブランド化している。日本でも1980年代に、NCAAのロゴが入ったアパレル商品が流通したほか、サントリーが発売したスポーツドリンクのブランド名として用いられた。

## オバノン訴訟
2009年にエド・オバノンらが「大学OBとなってからも、NCAAに肖像が商用に使用されており、無報酬なのは肖像権侵害」として提訴した。2014年8月、カリフォルニア州連邦地方裁判所は一審判決で原告勝訴の判決を言い渡した。